# Chamanthedon tapeina
Chamanthedon tapeina là một loài bướm đêm thuộc họ Sesiidae. Nó được tìm thấy ở Nam Phi.